# 불암동
불암동(佛岩洞)은 대한민국 경상남도 김해시의 행정동이다. 김해교를 기점으로 부산광역시 강서구와의 경계를 이루는 김해시의 관문이며, 2000년 4월부터 지내동 동원아파트 1차 2차 3차 4차 준공 세대가 입주하였다. 1999년 5월 21일 지내공업지구 준공 및 2000년 10월 16일 지내준공업지구 준공으로 빌라, 공장등이 건립되었으며, 도로확장 공사 등으로 불암동 지역 주민은 감소하고 있는 반면, 지내동 주민은 증가하는 추세에 있다. 개발제한구역이 68%(1.76km2)를 차지하여 발전의 걸림돌이 되었으나, 2001년 5월 일부 지역이 해제(0.256km2)되었으며, 서낙동강 강변에 위치하던 유명 민물장어 전문식당 20여개소가 69호선 확장공사로 인해 신축 이전하여 보다 넓고 깨끗한 장어 단지를 조성하였다. 또한 2002년 4월 15일에는 중국국제항공 129편 추락 사고가 일어난 장소로도 알려져 왔다.

## 연혁
- 1947년 6월 불암동 2개 분구
- 1962년 불암동 3개구로 분구
- 1981년 7월 행정상 6개통, 지내동 4개통으로 분통
- 1989년 1월 1일 불암동으로 명칭 통합
- 1990년 4월 1일 행정상 불암동 6개통, 지내동 6개통으로 증가
- 2000년 4월 18일 불암동 6개통, 지내동 6개통으로 증가
- 2002년 5월 13일 동원2차 입주로 인한 지내동 2개통 증가로 불암동 6개통, 지내동 10통으로 증가
- 2003년 6월 7일 동원3,4차 입주로 인한 지내동 1개통 증가로 불암동 6개통, 지내동11통 총17통으로 증가
- 2008년 지내동 1통 증가로 불암동 6개통, 지내동 12개통 총18통으로 증가

## 행정구역
- 불암동
- 지내동

## 교육
- 김해활천초등학교
- 활천중학교

## 아파트
- 동원개발
  - 지내동원 1차 - 2000년 4월 입주
  - 지내동원 2차 - 2002년 5월 입주

## 교통
- 2011년 9월 16일 부산-김해경전철 불암역, 지내역이 개통되었다.